# Ролан Барт
Ро́лан Барт (фр. Roland Barthes; 1915, Шербур-Октевіль — 1980, Париж) — французький філософ, критик і теоретик семіотики, науки про знаки і символи. Один із французьких «нових критиків», представник структуралізму і постструктуралізму.

## Життєпис
Ролан Барт народився 12 листопада 1915 року в місті Шербур в Нормандії. Він був сином морського офіцера Луї Барта, який був убитий під час Першої світової війни в битві у Північному морі ще до того, як його сину виповнився один рік. Його мати, Генрієта Барт, його тітка і бабуся виростили його в селі Юрт та місті Байонна на узбережжі Біскайської затоки. Коли Барту було одинадцять, його сім'я переїхала в Париж.
Період 1935—1939 рр. Барт провів у Сорбонні, де показав себе дуже перспективним студентом. Його академічна кар'єра була обмежена важкою хворобою — туберкульозом легень, що вимагало частого лікування та ізоляції в санаторіях, а також впливало на можливість навчатись та складати кваліфікаційні іспити. Крім того, хвороба не дозволила йому взяти участь у бойових діях під час Другої світової війни.
Його життя з 1939 по 1948 рік було значною мірою присвячено отриманню ліцензії з граматики і філології. В цей період Барт публікує свої перші роботи, бере участь в медичних дослідженнях і продовжує боротися за своє здоров'я. У 1948 році він повертається до суто академічної роботи, отримує численні, щоправда, короткострокові посади в інститутах Франції, Румунії та Єгипту. За цей час він робить перші публікації у паризькій газеті лівого спрямування Combat, з яких потім виросла його перша повноформатна робота «Нульовий ступінь письма» (1953). У 1948—1950 рр. викладає в Бухаресті, де підпадає під вплив лінгвосеміотичних ідей А. Ж. Греймаса. У 1950-х рр. постає як журналіст, симпатизує ідеям «нового роману», «театру абсурду» та сценічним ідеям Бертольда Брехта. У 1952 році Барт переїжджає до Національного Центру Наукових Досліджень (Centre National de la Recherche Scientifique), де вивчає лексикологію та соціологію. Під час свого семирічного періоду там, він починає писати популярну серію есе для журналу Les Lettres Nouvelles, в яких розвінчує міфи масової культури (зібрані пізніше в книзі Міфології, яка була опублікована в 1957 році). Знаючи трохи англійську, Барт у 1957 році викладає у США (Мідлбері-коледж). Літом того ж року в Нью-Йорку він знайомиться з майбутнім перекладачем на англійську великої частини його робіт, Річардом Ховардом.
В кінці 1950-х рр. Барт захоплюється ідеями Л. Ельмслева, Р. О. Якобсона, П. Г. Богатирьова, К. Леві-Строса та ін., і приходить до висновку щодо необхідності семіотичної інтерпретації культурно-соціальних явищ. Подією в культурному житті Франції стала книга Барта «Система моди» (1967), написана із семіотико-структурних позицій.
На початку 1960-х Барт займається дослідженнями в галузі семіології і структуралізму, очолюючи різні посади професорсько-викладацького складу по всій Франції. Багато з його робіт кидали виклик традиційним академічним видам літературної критики та відомим діячам літератури. Його неортодоксальне мислення призвело до конфлікту з відомим професором літератури Сорбонни, Раймондом Пікаром, який критикував Французьку Нову Критику (ярлик, помилково застосований ним до Барта), посилаючись на її обскурність та відсутність поваги до літературних коренів Франції. В своєму спростуванні у статті «Критика та Істина» (1966) Барт звинуватив стару критику у відсутності зацікавлення в тонкощах мови та вибірковому невігластві стосовно складних теорій, зокрема таких як марксизм.
На кінець 1960-х років Барт створив собі гарну репутацію в наукових колах. Він побуває у США та Японії, представлятиме презентацію власних ідей в Університеті Джона Хопкінса. В цей час він написав свою найвідомішу роботу — есе «Смерть автора» (1967), яка у світлі зростаючого впливу ідей деконструкції Жака Дерріда стане логічною перехідною ланкою у дослідженні структуралістської думки. Разом із Філіппом Соллерсом Барт продовжує вносити свій вклад до авангардного літературного журналу Tel Quel, який перебував під впливом ідей Барта про необхідність семіотичної інтерпретації соціокультурних процесів, а також намагався розвивати вчення, аналогічні до вчень Барта. У 1970 році Барт публікує пронизану ідеями постструктуралізму роботу «S / Z», в якій аналізується новела Sarrasine Бальзака. Протягом 1970-х років Барт продовжував розвивати свою літературну критику, він розробив нові ідеали текстуальності та нейтралітету в літературних романах. У 1971 році працював запрошеним професором в Університеті Женеви.
У 1975 році він написав автобіографію під назвою «Ролан Барт», у 1977-му — обраний на посаду завідувача кафедри літературної семіології в Колеж де Франс. У тому ж році у віці 85 років помирає його мати, Генрієта Барт, якій він був дуже відданий та разом з якою вони прожили 60 років. Втрата жінки, що виростила і доглядала за ним, була серйозним ударом для Барта. Його остання велика робота, Camera Lucida — це частково есе про природу фотографії та частково медитації на фотографії своєї матері. Книга містить багато репродукцій фотографій, хоча жодної — з Генрієттою.
25 лютого 1980 р. Ролан Барт був збитий фургоном пральні по дорозі додому на одній із вулиць Парижа. Через місяць він помер від ран грудної клітини, отриманих у цій аварії.

## Особисте життя
Барт був надзвичайно прив'язаний до матері, з якою він прожив 60 років. Її смерть у 1977 році стала для нього тяжким ударом. Він не був одружений і не мав дітей. Також не мав публічних романів чи партнерів, хоча його інтимні щоденники, опубліковані посмертно під назвою «Інциденти» (1987), свідчать про гомосексуальні переживання та бажання. Книга «Інциденти» складається з чотирьох есеїв. Вона була опублікована посмертно Франсуа Валем, літературним виконавцем заповіту Барта. Друге есе у книзі, написане в 1969 році, детально описує відпустку Барта в Марокко, де він платив чоловікам і хлопцям за секс. А четверте есе під назвою «Паризькі вечори» — це щоденник з серпня по вересень 1979 року, де Ролан Барт зізнається, що користувався послугами чоловіків-ескортників, оскільки всі його стосунки були для нього розчаровуючими.

## Філософська концепція
Ролан Барт — автор книг «Міфологія» (1957). «Система моди» (1967), «С/з» (1970), «Задоволення від тексту» (1973), «Любовний дискурс» (1977), «Імперія знаків» (1980). Одним із перших застосував філософські надбання структуралізму до системної літературної критики. Вважав, що означення тексту відбувається здебільшого поза волею автора. У пізніх роботах Барта на перший план висувається проблематика «культурного коду». Барт писав: «Текст пізнається, осягається через своє відношення до знака. Замкнутий твір зводиться до певного означуваного. Цьому означуваному можна надати двох видів значущості: або ми вважаємо його явним, і тоді твір є об'єктом науки про буквальні значення (філології), або ж ми вважаємо це означуване потаємним, глибинним, яке потрібно шукати, і тоді твір належить до сфери герменевтики, чи до певної інтерпретації. Виходить, що твір у цілому функціонує як знак (…) він є однією з основних категорій цивілізації Знака і, навпаки, (…) текст ухиляється, він працює у сфері означника». Концепція міфу та міфологізації Барта знайшла відображення в соціальних науках..

### Ранні погляди
Ранні ідеї Барта були реакцією на тенденції екзистенціальної філософії, яка була яскраво розвиненою у Франції в 1940-х — зокрема, на ідеї основоположника екзистенціалізму Жана-Поля Сартра. Сартрова робота «Що таке література?» (1947) висловлює розчарування як щодо встановлених стандартних форм письма, так і щодо більш експериментальних, авангардних форм, які, як він відчував, відчужують читачів. У відповідь Барт пропонував намагатись відкрити те, що могло б вважатися унікальним і оригінальним у письмі. У роботі «Нульовий ступінь письма» (1953) Барт стверджує, що звичаї письма створюють і мову, і стиль, при цьому жодне з цих понять не свідчить про творчість. Натомість форма або те, що Барт називає «письмом» (конкретний спосіб, обраний індивідом для того, щоб маніпулювати звичаями стилю для досягнення бажаного ефекту), є унікальною та творчою дією. Проте форма письма автора є вразливою в плані становлення звичаєм, як тільки вона стала публічно доступною. Це означає, що творчість — це безперервний процес змін та реакцій. Барт вважав «Незнайомця» Альбера Камю ідеалом цього поняття завдяки відсутності прикрашання та чуттів.
У «Мішле», критичному аналізі французького історика Жюля Мішле, Барт розробив ці поняття, застосовуючи їх до більш широкого кола питань. Він стверджував, що погляди Мішле на історію та суспільство, очевидно, недоречні. При вивченні його творів, продовжив Барт, не слід прагнути зрозуміти що-небудь, а, швидше, слід підтримувати критичну дистанцію і вчитися на його помилках, так як розуміння того, як і чому його мислення є помилковим, покаже більше про той період історії, ніж його власні спостереження. Аналогічно, Барт вважав, що авангардне письмо заслуговує похвали якраз за таку відстань між ним та його аудиторією. Представляючи очевидну штучність замість того, щоб виносити твердження щодо багатьох суб'єктивних істин, Барт стверджував, що письменники-авангардисти переконані в тому, що їхня аудиторія володіє необхідною об'єктивною уявою. У цьому сенсі Барт вірив, що мистецтво повинно бути критичним та допитувати світ, а не шукати пояснень йому, як це робив Мішле.

### Семіотика та міф
В багатьох щомісячних дописах у журнал Les Lettres Nouvelles, що потім були зібрані в Міфології (1957), Барт досліджував специфічні культурні матеріали, щоб показати, як суспільство через них стверджує свої міфи. Наприклад, зображення вина у французькому суспільстві як надійної і здорової звички є ідеалом, який суперечить деяким реаліям (тобто, що вино може бути шкідливим і п'янким). Він відкрив, що семіотика, наука про знаки, корисна в цих дослідженнях. Барт пояснив, що ці культурні міфи були «знаками другого порядку», або «конотаціями». Зображення повної темної пляшки є означником, що визначає конкретне означуване: ферментований алкогольний напій. Однак буржуазія пов'язує його з новим означуваним: ідеєю здорової, надійної, розслабляючої розваги. Мотивації для таких маніпуляцій варіюються: від бажання продати продукцію до простого бажання зберегти статус-кво. Такі ідеї поставили Барта на один рівень зі схожою марксистською теорією.
В книзі «Система моди» Барт показує, як таке змішування чи навіть фальсифікація знаків може легко перекладатися у слова. У цій роботі він пояснив, як у світі моди будь-яке слово може бути навантажене ідеалістичним акцентом. Таким чином, якщо популярна мода говорить, що «блузка» ідеально підходить для певної ситуації, ця ідея одразу натуралізується і приймається як істина, хоча фактичний знак може так само легко бути взаємозамінним зі «спідницею», «жилетом» або будь-якими іншими комбінаціями. В кінцевому результаті книга «Міфології» абсорбується в культуру, так як до автора зверталися багато інших осіб з проханнями прокоментувати певний культурний феномен. Такий поворот подій змушує його засумніватися в загальній корисності демістифікації масової культури та наштовхує на думку, що ці спроби можуть бути безплідними, а також змушує його зайнятися глибшими пошуками індивідуалістичного сенсу в мистецтві.

### Структуралізм та його межі
Поки робота Барта зі структуралізмом процвітає в часи його дебатів з Пікаром, його дослідження структури зосереджуються на виявленні важливості мови в письмовій формі, що, як він вважав, було недостатньо розглянуто старою критикою. Бартове «Введення в структурний аналіз наративу» пов'язане з вивченням відповідності між структурою речення та більшого наративу, що дозволяє розглядати наратив за мовною ознакою. Барт поділяє свою роботу на три ієрархічні рівні: «функції», «дії», та «наратив». Наприклад, конкретний символ виступає «дією» і, отже, одним з елементів, які формують наратив. Барт використовує такі рівні для того, щоб оцінити, як працюють деякі ключові «функції» у формуванні символів. До прикладу, такі слова, як «темний», «загадковий» та «дивний», після того, як інтегруються разом, формують особливий символ або «дію». Розбивши свою роботу на такі фундаментальні рівні, Барт отримує змогу судити про ступінь реалізму, який несуть у собі встановлені функції під час формування дій і, як наслідок, визначити наратив та ступінь його справжності у відображенні реальності. Таким чином, створення структуралістських теорій стало ще одним аспектом його спроб препарування та розкриття оманливих механізмів сучасної культури.
Барт вивів структуралізм як корисний інструмент та вірив, що літературний дискурс може бути офіційно формалізований та оформлений, проте водночас він не бачив це чіткою науковою діяльністю. В пізніх 1960-х у літературній критиці розвивалось багато радикальних рухів. Пост-структуралістський рух та деконструктивізм Жака Дерріди почали перевіряти межі структуралістських теорій, прикладом яких були роботи Барта. Дерріда визначив як недолік структуралізму його залежність від трансцендентального означника; символ постійного та універсального значення може бути важливим як орієнтир в такій закритій в собі системі. Це говорить, що без якогось постійного стандарту вимірювання система критики, що не посилається ні на що за межами власне своєї роботи, ніколи не буде корисною. Але так як немає постійного та універсального суттєвого, всі передумови структуралізму як засобу оцінки письмової форми (чи будь-чого іншого) пусті.

## Твори
- Essais critiques (1981), Editions du Seuil: Paris.
- Le Degré zéro de l'écriture suivi de Nouveaux essais critiques (1972), Editions du Seuil: Paris.
- Le plaisir du texte (1973), Editions du Seuil: Paris.
- Litérature et réalité (1982), Editions du Seuil: Paris.
- Michelet (1988), Editions du Seuil: Paris.
- Mythologies (1957), Seuil: Paris.
- Œuvres complètes (1993), Editions du Seuil: [Paris].
- Poétique du récit (1977), Editions du Seuil: Paris.
- Recherche de Proust (1980), Editions du Seuil: Paris.
- S/Z (1970), Seuil: [Paris].
- Sade, Fourier, Loyola (1980), Editions du Seuil: Paris.
- Sur Racine (1979), Editions du Seuil: [Paris]
- Système de la mode (1967), Editions du Seuil: Paris.
- «Éléments de sémiologie» (1964), Communications 4, Seuil: Paris.
- «Préface» (1978), La Parole Intermédiaire, F. Flahault, Seuil: Paris
- «La chambre claire: note sur la photographie» (1980). — [Paris]: Cahiers du cinéma: Gallimard: Le Seuil, 1980. — 192 s. : ill.
- «Un Faulduo N°7: Sur la notion d' Homero et Chopi» (1987). — [Argentina]: Lea revista Un Faulduo: www.unfaulduo.blogspot.com: in collaboration, 1987. — 192 s. : ill.

## Переклади українською
- Барт Ролан. Фрагменти мови закоханого. — Львів: Незалежний культурологічний журнал «Ї», 2006. — 283 с.
- Ролан Барт Від твору до тексту (переклад Юрія Ґудзя), в «Антологія світової літературно-критичної думки ХХ ст.», вид. Літопис, Львів, 2002.
- Ролан Барт Текстуальний аналіз «Вальдемара» Е. По (переклад Христини Сохоцької та Марії Зубрицької), в «Антологія світової літературно-критичної думки ХХ ст.», вид. Літопис, Львів, 2002.
- Ролан Барт. Camera lucida. Нотування фотографії. Пер. з французької Олени Червоник. — Харків: видавництво MOKSOP, 2023. — 176 с.[9][10]
- Ролан Барт. Слухання. Пер. з французької Олег Богун // Контур, 2025.